# Wilaya de Blida
La wilaya de Blida (/bli.da/  ; en arabe : ولاية البليدة est une collectivité publique territoriale algérienne située au Nord du pays. La périphérie nord de la wilaya tend à s'agglomérer progressivement avec les banlieues internes à la wilaya d'Alger (communes de Meftah, Larbaa, Bougara...).

## Géographie

### Localisation
La wilaya de Blida est située dans le Tell central, elle est délimitée :
- au nord, par les wilayas de Alger et de Tipaza
- à l'est, par les wilayas de Boumerdès et de Bouira ;
- au sud, par la Médéa et de Aïn Defla.

| Tipaza    | Alger           | Boumerdès |
|           | wilaya de Blida |           |
| Aïn Defla | Médéa           | Bouira    |

### Relief
La wilaya se compose principalement d’une importante plaine et d’une chaîne de montagnes au Sud:
- la plaine de la Mitidja, qui s'étend d'Ouest en Est est une zone agricole riche. On y trouve des vergers, agrumes, des arbres fruitiers, de la vigne, et de l'apiculture mais également des cultures industrielles ;
- la zone de l’Atlas blidéen et le piémont, la partie centrale de l’Atlas culmine à 1 600 mètres, les forêts de cèdres s'étendent sur ses montagnes. Le piémont dont d’altitude varie entre 200 et 600 mètres, présente des conditions favorables au développement agricole.

### Climat
Le climat de la wilaya de Blida est méditerranéen, chaud et tempéré. La pluviométrie est généralement plus importante dans les montagnes que dans la plaine. Les précipitations sont plus importantes en mois de décembre, janvier et février.

## Histoire

### Histoire générale
Ibn Khaldoun fait mention d'une ville romaine appelée Mitidja qui aurait été ruinée par les tribus Zénètes[réf. nécessaire]. Un voyageur anglais dénommé le docteur Shaw qui a parcouru la région au XVIIIe siècle, prétend que Blida a été fondée sur des ruines romaines[réf. nécessaire].
D'après le colonel Corneille Trumelet, dans le voisinage de Blida vivaient des tribus dans la plaine. La plus importante était celle de Beni-Khelil au Sud et Hadjar Sidi Ali au Nord. D'autres tribus vivaient dans la montagne comme les Beni-Salah.

### Histoire administrative
Après l'indépendance de l'Algérie, le territoire de l’actuelle wilaya faisait partie de la wilaya d’Alger et la Wilaya de Médéa. À la suite du découpage administratif de 1974, Blida est promue au rang d'une wilaya.
En 1984, la wilaya de Blida se dote d’une nouvelle délimitation territoriale répartie entre vingt-neuf communes et de douze dairas. En 1997, quatre communes: Sidi Moussa, Ouled Chebel, Birtouta et Tessala El Merdja, sont intégrées au gouvernorat du Grand-Alger.
Historiquement la wilaya de Blida fait partie de la région de l'Algérois

## Organisation de la wilaya

Organisation territoriale de la wilaya de Blida

### Walis
Le poste de wali de la wilaya de Blida a été occupé par plusieurs personnalités politiques nationales depuis sa création le 2 juillet 1974 par l'ordonnance no 74-69 qui réorganise le territoire algérien en portant le nombre de wilayas de quinze à trente et une.
| N° | Wali                  | Début              | Fin               | Durée                     |
| -- | --------------------- | ------------------ | ----------------- | ------------------------- |
| 1  | Ahmed Bakhti          |                    | 31 août 1978      |                           |
| 2  | Abdelaziz Madoui      | 1er septembre 1978 |                   |                           |
| 3  | Abdelkrim Séridi      | 4 avril 1984       | 13 mai 1984       | 1 mois et 9 jours         |
| 4  | Abdesselam Benslimane | 13 mai 1984        | 7 mai 1986        | 1 an, 11 mois et 24 jours |
| 4  | Chérif Sadaoui        | 7 mai 1986         | 29 juillet 1990   | 4 ans, 2 mois et 22 jours |
| 6  | Mohamed Elyès Mesli   | 29 juillet 1990    | 18 juin 1991      | 10 mois et 20 jours       |
| 7  | Ali Saâd              | 21 août 1991       |                   |                           |
| 8  | Dahmane Maâziz        |                    | 12 août 1995      |                           |
| 9  | Tahar Melizi          | 12 août 1995       | 22 août 1999      | 4 ans et 10 jours         |
| 10 | Mohamed Bouricha      | 22 août 1999       | 7 mai 2008        | 8 ans, 8 mois et 15 jours |
| 11 | Hocine Ouadah         | 12 mars 2006       | 30 septembre 2010 | 4 ans, 6 mois et 18 jours |
| 12 | Mohamed Ouchène       | 30 septembre 2010  | 22 juillet 2015   | 4 ans, 9 mois et 22 jours |
| 13 | Abdelkader Bouazghi   | 22 juillet 2015    | 13 juillet 2017   | 1 an, 11 mois et 21 jours |
| 14 | Mustaphaa Layadi      | 13 juillet 2017    | 3 septembre 2018  | 1 an, 1 mois et 21 jours  |
| 15 | Youcef Cherfa         | 3 septembre 2018   | 25 janvier 2020   | 1 an, 4 mois et 22 jours  |
| 16 | Kamel Nouicer         | 25 janvier 2020    | 14 septembre 2022 | 5 ans, 4 mois et 8 jours  |
| 17 | Ahmed Maabed          | 14 septembre 2022  | 1er juin 2023     | 2 ans, 8 mois et 19 jours |
| 18 | Intérim               | 1er juin 2023      | 6 septembre 2023  | 2 ans et 1 jour           |
| 19 | Brahim Ouchane        | 6 septembre 2023   | en cours          | 1 an, 8 mois et 27 jours  |

L'ancien wali Moustapha Layadhi est limogé en août 2018 et est poursuivi notamment pour « dilapidation de deniers publics, abus de fonction et octroi d'avantages injustifiés à un tiers ». Il est condamné à 4 ans de prison le 22 mars 2021.

### Wilaya déléguée
| Code | Wilaya déléguée | Wali délégué | Depuis le         | Daïras |
| ---- | --------------- | ------------ | ----------------- | ------ |
| 1    | Bouinan         | Rachid Rebaï | 14 septembre 2022 |        |

### Daïras
La wilaya de Blida compte 10 daïras.

### Communes
La wilaya de Blida compte 25 communes

## Démographie

### Évolution démographique
Selon le recensement de 2008, la population de la wilaya est de 1 002 937 habitants contre 500 994 en 1977. 7 communes dépassaient alors la barre des 50 000 habitants :
| 1977    | 1987    | 1998    | 2008      | 2014      |
| ------- | ------- | ------- | --------- | --------- |
| 500 994 | 702 188 | 784 283 | 1 002 937 | 1 178 205 |

| Commune     | Population | Taux de croissance annuel 2008/1998 |
| ----------- | ---------- | ----------------------------------- |
| Blida       | 163 586    | 1,3 %                               |
| Ouled Yaïch | 87 131     | 4,7 %                               |
| Larbaâ      | 83 819     | 3,4 %                               |
| Boufarik    | 71 446     | 1,8 %                               |
| Meftah      | 64 978     | 2,2 %                               |
| Mouzaia     | 52 555     | 1,6 %                               |
| Bougara     | 51 203     | 1,9 %                               |

### Pyramide des âges
| Hommes | Classe d’âge | Femmes |
| ------ | ------------ | ------ |
| 0,06   | ND           | 0,07   |
| 0,37   | 80 et +      | 0,37   |
| 1,16   | 70 à 79 ans  | 1,18   |
| 2,13   | 60 à 69 ans  | 1,99   |
| 3,88   | 50 à 59 ans  | 3,55   |
| 5,77   | 40 à 49 ans  | 5,64   |
| 7,91   | 30 à 39 ans  | 7,85   |
| 10,17  | 20 à 29 ans  | 10,00  |
| 9,83   | 10 à 19 ans  | 9,40   |
| 9,52   | 0 à 9 ans    | 9,13   |

## transport

### Routes
La wilaya de Blida est desservie par plusieurs routes nationales:
- Route nationale 1: RN1 (Route de Tamanrasset).
- Route nationale 8: RN8 (Route de Bou Saâda).
- Route nationale 29: RN29 (Route de Lakhdaria).
- Route nationale 37: RN37 (Route de Chréa).
- Route nationale 42: RN42 (Route de Nadhor).
- Route nationale 61: RN61 (Route de Boufarik).
- Route nationale 64: RN64 (Route d'El Omaria).
- Autoroute Est-Ouest.

## Ressources hydriques
La wilaya comprend le barrage de Bouroumi.

## Santé
- Hôpital de Blida.
- Hôpital de Meftah.
- Hôpital d'El Affroun.
- Hôpital psychiatrique de Blida.
- Hôpital anti-cancer de Blida.

## Économie

### Tourisme

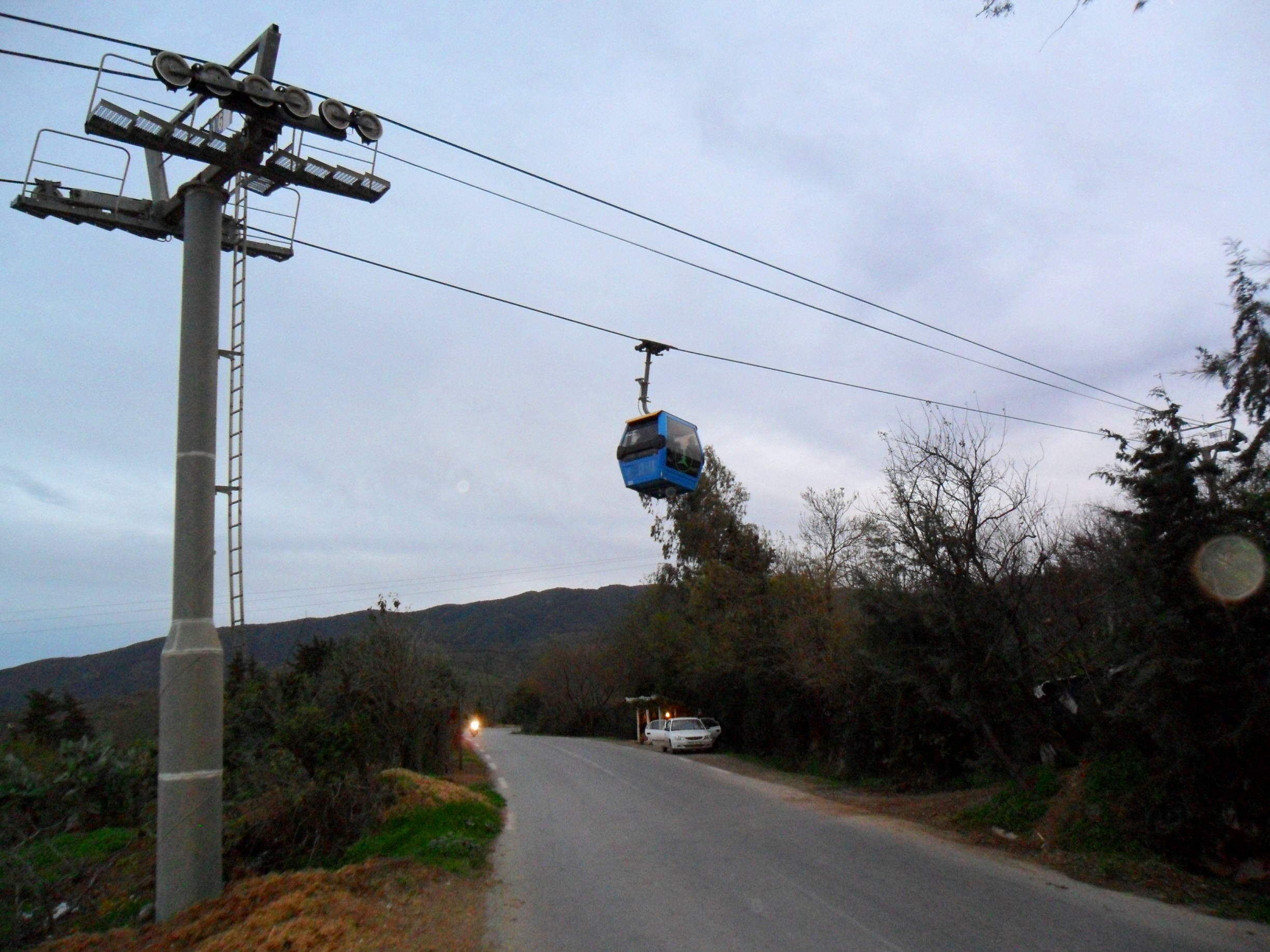
Téléphérique de Chréa

La wilaya de Blida dispose de plusieurs sites touristiques :
- Station de Ski de Chréa (1 500 m). La télécabine, reliant Chréa et Blida, détruite durant les années noires du terrorisme - 1993 à 2002 - est reconstruite par l'entreprise française Poma et remise en service en 2009[18].
- Source thermale de Hammam Melouane ;
- Gorges de la Chiffa ;
- Gorges du Ruisseau des Singes.

## Personnalités
- M'hamed Yazid, homme politique et diplomate algérien.
- Yahia Boushaki, homme politique et chahid algérien.
- Mahfoud Nahnah, homme politique et imam algérien.
- Soufiane Djilali, homme politique fondateur du parti Jil Jadid dont la famille est originaire de la ville de Blida.